# Keban (Moro)
Keban is een bestuurslaag in het regentschap Karimun van de provincie Riau-archipel, Indonesië. Keban telt 2.518 inwoners (volkstelling 2010).